# Pseudocalliurichthys
Pseudocalliurichthys is een geslacht van straalvinnige vissen uit de familie van pitvissen (Callionymidae).

## Soorten
- Pseudocalliurichthys brevianalis (Fricke, 1983)
- Pseudocalliurichthys variegatus (Temminck &  Schlegel, 1845)